# Seznam dílů seriálu Star Wars: Odboj
Toto je seznam dílů seriálu Star Wars: Odboj.

## Přehled řad
| Řada | Díly | Premiéra v USA | Premiéra v USA  | Premiéra v ČR      | Premiéra v ČR |
| Řada | Díly | První díl      | Poslední díl    | První díl          | Poslední díl  |
| ---- | ---- | -------------- | --------------- | ------------------ | ------------- |
| 1    | 21   | 7. října 2018  | 17. března 2019 | 24. listopadu 2018 | bude oznámeno |
| 2    | 19   | 6. října 2019  | 26. ledna 2020  | bude oznámeno      | bude oznámeno |

## Seznam dílů

### První řada (2018–2019)
| Č. v seriálu | Č. v řadě | Původní název              | Režie                   | Scénář                                   | Premiéra v USA     | Premiéra v ČR                        |
| ------------ | --------- | -------------------------- | ----------------------- | ---------------------------------------- | ------------------ | ------------------------------------ |
| 1-2          | 12        | The Recruit                | Steward Lee a Saul Ruiz | námět: Dave Filoni scénář: Brandon Auman | 7. října 2018      | 24. listopadu 201825. listopadu 2018 |
| 3            | 3         | The Triple Dark            | Sergio Paez             | Kevin Burke a Chris Wyatt                | 14. října 2018     | 1. prosince 2018                     |
| 4            | 4         | Fuel for the Fire          | Bosco Ng                | Eugene Son                               | 21. října 2018     | 2. prosince 2018                     |
| 5            | 5         | The High Tower             | Steward Lee             | Stephany Folsom                          | 28. října 2018     | 8. prosince 2018                     |
| 6            | 6         | The Children from Tehar    | Saul Ruiz               | Paul Giacoppo                            | 4. listopadu 2018  | 9. prosince 2018                     |
| 7            | 7         | Signal from Sector Six     | Sergio Paez             | Brandon Auman                            | 11. listopadu 2018 | 15. prosince 2018                    |
| 8            | 8         | Synara's Score             | Bosco Ng                | Gavin Hignight                           | 18. listopadu 2018 | 16. prosince 2018                    |
| 9            | 9         | The Platform Classic       | Steward Lee             | Kevin Burke a Chris Wyatt                | 25. listopadu 2018 | 22. prosince 2018                    |
| 10           | 10        | Secrets and Holograms      | Saul Ruiz               | Stephany Folsom                          | 2. prosince 2018   | 23. prosince 2018                    |
| 11           | 11        | Station Theta Black        | Sergio Paez             | Brandon Auman                            | 9. prosince 2018   | bude oznámeno                        |
| 12           | 12        | Bibo                       | Bosco Ng                | Paul Giacoppo                            | 13. ledna 2019     | bude oznámeno                        |
| 13           | 13        | Dangerous Business         | Saul Ruiz               | Eugene Son                               | 20. ledna 2019     | bude oznámeno                        |
| 14           | 14        | The Doza Dilemma           | Sergio Paez             | Gavin Hignight                           | 27. ledna 2019     | bude oznámeno                        |
| 15           | 15        | The First Order Occupation | Bosco Ng                | Kevin Burke a Chris Wyatt                | 3. února 2019      | bude oznámeno                        |
| 16           | 16        | The New Trooper            | Steward Lee             | Paul Giacoppo                            | 10. února 2019     | bude oznámeno                        |
| 17           | 17        | The Core Problem           | Saul Ruiz               | Kevin Burke a Chris Wyatt                | 17. února 2019     | bude oznámeno                        |
| 18           | 18        | The Disappeared            | Sergio Paez             | Steven Melching                          | 24. února 2019     | bude oznámeno                        |
| 19           | 19        | Descent                    | Bosco Ng                | Paul Giacoppo                            | 3. března 2019     | bude oznámeno                        |
| 20           | 20        | No Escape: Part 1          | Steward Lee             | Brandon Auman                            | 10. března 2019    | bude oznámeno                        |
| 21           | 21        | No Escape: Part 2          | Saul Ruiz               | Brandon Auman                            | 17. března 2019    | bude oznámeno                        |

### Druhá řada (2019–2020)
| Č. v seriálu | Č. v řadě | Původní název             | Režie               | Scénář                          | Premiéra v USA     | Premiéra v ČR |
| ------------ | --------- | ------------------------- | ------------------- | ------------------------------- | ------------------ | ------------- |
| 22           | 1         | Into the Unknown          | Brad Rau            | Steven Melching                 | 6. října 2019      | bude oznámeno |
| 23           | 2         | A Quick Salvage Run       | Bosco Ng            | Brandon Auman                   | 13. října 2019     | bude oznámeno |
| 24           | 3         | Live Fire                 | Steward Lee         | Mairghread Scott                | 20. října 2019     | bude oznámeno |
| 25           | 4         | Hunt on Celsor 3          | Brad Rau            | Sharon Flynn                    | 27. října 2019     | bude oznámeno |
| 26           | 5         | The Engineer              | Bosco Ng            | Sarah Carbiener a Erica Rosbe   | 3. listopadu 2019  | bude oznámeno |
| 27           | 6         | The Engineer              | Steward Lee         | Kevin Burke a Chris "Doc" Wyatt | 10. listopadu 2019 | bude oznámeno |
| 28           | 7         | The Relic Raiders         | Brad Rau            | Brandon Auman                   | 17. listopadu 2019 | bude oznámeno |
| 29           | 8         | Rendezvous Point          | Bosco Ng            | Jennifer Corbett                | 24. listopadu 2019 | bude oznámeno |
| 30           | 9         | The Voxx Vortex 5000      | Steward Lee         | Gavin Hignight                  | 1. prosince 2019   | bude oznámeno |
| 31           | 10        | Kaz's Curse               | Brad Rau            | Eugene Son                      | 8. prosince 2019   | bude oznámeno |
| 32           | 11        | Station to Station        | Bosco Ng            | Mark Henry                      | 15. prosince 2019  | bude oznámeno |
| 33           | 12        | The Missing Agent         | Steward Lee         | Brandon Auman                   | 22. prosince 2019  | bude oznámeno |
| 34           | 13        | Breakout                  | Brad Rau            | Steven Melching                 | 29. prosince 2019  | bude oznámeno |
| 35           | 14        | The Mutiny                | Bosco Ng            | Mairghread Scott                | 5. ledna 2020      | bude oznámeno |
| 36           | 15        | The New World             | Steward Lee         | Jennifer Corbett                | 12. ledna 2020     | bude oznámeno |
| 37           | 16        | No Place Safe             | Brad Rau            | Gavin Hignight                  | 12. ledna 2020     | bude oznámeno |
| 38           | 17        | Rebuilding the Resistance | Bosco Ng            | Jennifer Corbett                | 19. ledna 2020     | bude oznámeno |
| 40-41        | 1819      | The Escape                | Steward LeeBrad Rau | Brandon Auman                   | 26. ledna 2020     | bude oznámeno |

## Kraťasy
| Č. | Původní název                | Český název   | Premiéra v USA    | Premiéra v ČR |
| -- | ---------------------------- | ------------- | ----------------- | ------------- |
| 1  | The Search for Kaz           | bude oznámeno | 10. prosince 2018 | bude oznámeno |
| 2  | Dart and Cover               | bude oznámeno | 10. prosince 2018 | bude oznámeno |
| 3  | Neeku's Reward               | bude oznámeno | 10. prosince 2018 | bude oznámeno |
| 4  | When Thieves Drop By         | bude oznámeno | 17. prosince 2018 | bude oznámeno |
| 5  | Treasure Chest               | bude oznámeno | 17. prosince 2018 | bude oznámeno |
| 6  | GL-N                         | bude oznámeno | 17. prosince 2018 | bude oznámeno |
| 7  | Bucket's Quest               | bude oznámeno | 23. prosince 2018 | bude oznámeno |
| 8  | Unmotivated                  | bude oznámeno | 24. prosince 2018 | bude oznámeno |
| 9  | The Need for Speed           | bude oznámeno | 24. prosince 2018 | bude oznámeno |
| 10 | Sixty Seconds to Destruction | bude oznámeno | 31. prosince 2018 | bude oznámeno |
| 11 | Buggle's Day Out             | bude oznámeno | 31. prosince 2018 | bude oznámeno |
| 12 | The Rematch                  | bude oznámeno | 31. prosince 2018 | bude oznámeno |